# Ambax
Ambax är en kommun i departementet Haute-Garonne i regionen Occitanien i södra Frankrike. Kommunen ligger i kantonen L'Isle-en-Dodon som tillhör arrondissementet Saint-Gaudens. År 2022 hade Ambax 59 invånare.

## Befolkningsutveckling
Antalet invånare i kommunen Ambax
Referens:INSEE